# Woodfords ral
Woodfords ral (Hypotaenidia woodfordi) is een vogel uit de familie van de Rallen, koeten en waterhoentjes (Rallidae). Deze vogel is genoemd naar de Britse natuuronderzoeker Charles Morris Woodford (1852-1927). Het is een voor uitsterven gevoelige, endemische vogelsoort op Bougainville en andere Salomonseilanden.

## Kenmerken
Het is een vrij grote, zeer donker gekleurde ral. De vogel kan niet vliegen en heeft een vrij zware, zwart gekleurde, gebogen snavel. De vogel is lichtgrijs op de kop, het oog is rood. De rest van het verenkleed is donkerbruin van boven en zwart van onder met witte spikkels op de hand- en armpennen en een nauwelijks zichtbaar patroon van banden op de buik. De poten zijn donkergrijs.

## Verspreiding en leefgebied
Deze soort telt drie ondersoorten . Ze komen voor op de volgende Salomonseilanden:
- H. w. tertia: Buka en Bougainville
- H. w. woodfordi: Guadalcanal
- H. w. immaculata:  Santa Isabel

Het leefgebied bestaat uit moerassig bos tot op 1000 m boven zeeniveau.

## Status
Woodfords ral heeft een beperkt verspreidingsgebied en daardoor is de kans op uitsterven aanwezig. De grootte van de populatie werd in 2016 door BirdLife International ruw geschat op 2500 tot 10.000 individuen. Omdat de vogel niet kan vliegen, is predatie door verwilderde katten en honden een risico, hoewel de vogel nog steeds voorkomt in de buurt van dorpen. Ondanks dit predatierisico staat de soort als niet bedreigd op de Rode Lijst van de IUCN.